# Шиэн, Эдвард
Эдвард «Тедди» Шиэн (англ. Edward «Teddy» Sheean; 28 декабря 1923, Лоуэр-Баррингтон, Тасмания, Австралия — 1 декабря 1942, Арафурское море, близ Бетано, оккупированный Японской империей Португальский Тимор) — австралийский военнослужащий, матрос 2-го класса Королевского австралийского военно-морского флота. Кавалер креста Виктории для Австралии.
Родом из Тасмании. Работал на ферме, а в апреле 1941 года поступил на службу в Королевский Австралийский военно-морской резерв. Пройдя подготовку на военно-морских базах Деруэнт и Флиндерс, Шиэн был отправлен в Сидней, где в июне 1942 года присоединился к команде недавно введённого в строй корвета «HMAS Armidale». Принял участие в конвоировании судов вдоль восточного побережья Австралии и в водах Новой Гвинеи, а в октябре вместе с кораблём был переведён в Дарвин — для поддержки военной операции на Тиморе.
29 ноября 1942 года корветы «HMAS Armidale» и «HMAS Castlemaine» в паре вышли по направлению к селению Бетано. По пути они были атакованы японскими самолётами, ввиду чего с опозданием достигли запланированного пункта назначения, разойдясь в море с патрульным катером «HMAS Kuru», с которым они всё же встретились при возвращении в Дарвин к югу от Бетано. Командир «HMAS Castlemaine» как старший офицер приказал командам «HMAS Armidale» и «HMAS Kuru» выдвигаться в сторону Бетано. Оба судна пошли разными маршрутами в пункт назначения и подверглись атаке японской авиации. 1 декабря, во время боя с тринадцатью японскими самолётами, «HMAS Armidale» был дважды торпедирован и подорван авиабомбой, вследствие чего начал тонуть. Команде был отдан приказ покинуть корабль, и Шиэн принял участие в спуске спасательной лодки, после чего пробрался к кормовой 20-мм пушке «Эрликон» и открыл огонь по японским самолётам. Защищая оказавшихся в воде товарищей, Шиэн был сам дважды ранен, однако ему удалось подбить два самолёта и повредить ещё два. Корабль затонул вместе с Шиэном, но именно его многие из выживших называли своим спасителем. В 1943 году Шиэн был посмертно упомянут в донесениях.
Долгие годы звучали призывы воздать Шиэну должное и наградить его крестом Виктории для Австралии. В 2013 году наградной трибунал по запросу парламента решил, что Шиэн не подлежит награждению. В 2019 году трибунал пересмотрел свои выводы, но награждение не было одобрено министром обороны и правительством. Впоследствии проведённое правительственное расследование опять-таки рекомендовало наградить Шиэна. Это решение было одобрено премьер-министром Скоттом Моррисоном, и по запросу генерал-губернатора Дэвида Хёрли в 2020 году королева Елизавета II удостоила Шиэна данной награды.

## Биография

### Молодые годы
Эдвард Шиэн родился 28 декабря 1923 года в Лоуэр-Баррингтоне, штат Тасмания. Он был самым младшим из четырнадцати детей в семье чернорабочего Джеймса Майкла Шиэна (1880—1974) и его жены Берты Мэри Джейн (1883—1979), урождённой Брумхолл.
Вскоре после его рождения семья Шиэнов переехала в Латроб, где Эдвард в 1930 году поступил на учёбу в местную католическую школу Святого Патрика. Позже число детей в семье увеличилось до шестнадцати; некоторые умерли в младенчестве. Шиэны пережили много тягот, в том числе прошли и через эпидемию полиомиелита.
Окончив пятый класс, Шиэн ушёл из школы и стал работать вместе с отцом на нескольких фермах в окрестностях Латроба и Мерсейли в качестве дровосека и плотника. Он был хорошо сложенным парнем ростом в 174 сантиметра. В семье Эдварда звали просто «Тедди».

### Военная служба

#### Начало
После начала Второй мировой войны, 21 апреля 1941 года в возрасте 17 лет Шиэн был зачислен в Королевский Австралийский военно-морской резерв в звании матроса 2-го класса. Он пошёл по стопам пяти своих братьев, которые в военное время вступили в вооружённые силы — четверо служили в армии, а один во флоте. В тот же день Шиэн был приписан к военно-морской базе Деруэнт в Хобарте, где приобрёл опыт мореплавания на борту вспомогательного тральщика «HMAS Coombar». 28 декабря, в день своего 18-летия, Шиэн был переведён на базу Флиндерс в заливе Уэстерн-Порт (штат Виктория), где 11 февраля 1942 года продолжил обучение, а 11 мая был отправлен на базу Пенгуин в Гарден-Айленде (штат Новый Южный Уэльс). В это время Шиэн квартировался на казарменном корабле «HMAS Kuttabul» — реквизированном пароме, стоящем в бухте Сиднея. В конце месяца он получил отпуск и вернулся в Тасманию. 31 мая японские сверхмалые подводные лодки атаковали Сидней и торпедировали «HMAS Kuttabul», в результате потопления которого погиб 21 моряк. К счастью для Шиэна, он в ту ночь был дома, а не на корабле.
Во время пребывания в Тасмании Шиэн тайно обручился со своей девушкой Кэтлин Лэпторн. Вернувшись в Сидней через одиннадцать дней после японского нападения, 11 июня он начал службу на только что введённом в строй корвете «HMAS Armidale» типа «Bathurst» в качестве зенитчика-заряжающего 20-мм пушки «Эрликон» в расчёте из трёх человек. Корветы такого типа, названные в честь целого ряда австралийских городов, были самыми маленькими суднами в военно-морском флоте Австралии времён Второй мировой войны и отряжены на выполнение различных рода задач на море. Шиэн стал самым младшим членом команды «HMAS Armidale». 22 августа корвет вышел из Сиднея — как оказалось, в последний раз. В течение следующих двух «относительно спокойных» месяцев он принимал участие в конвоировании судов вдоль восточного побережья Австралии в районе Северного Квинсленда, близ Порт-Морсби и залива Милн у Новой Гвинеи. 1 октября «HMAS Armidale» под командованием лейтенант-коммандера Дэвида Ричардса вошёл в состав 24-й флотилии тральщиков и 7 ноября прибыл в её расположение на базе Мелвилл в Дарвине (Северная территория). К этому периоду предположительно относится последнее отправленное домой и недатированное письмо Шиэна; в нём он рассказывает о своей службе, интересуется здоровьем родных, а также заверяет мать в том, что вместе с братьями обязательно вернётся домой.

#### Последний поход
К концу 1942 года север Австралии и окружающие области в военном отношении попали в подчинение командованию Юго-Западного Тихоокеанского региона во главе с американским генералом Дугласом Макартуром. К ноябрю того же года японцы оккупировали Голландскую Ост-Индию, в том числе острова Ява и Суматра, тогда как на Тиморе, бывшем португальской колонией, партизанскую войну всё ещё вели австралийские и голландские войска. Численность японских войск в десять раз превышала силы союзников, называемых «воробьями», при этом выжженная сельская местность не благоприятствовала партизанским операциям, а с продовольствием были проблемы такого масштаба, что голодали даже местные жители. Ввиду этого был разработан план спасательной операции под кодовым названием «Hamburger», которая должна была быть проведена по налаженным морским маршрутам между Дарвином и Тимором.
24 ноября 1942 года штаб сухопутных войск союзного командования принял решение об эвакуации из Тимора австралийской 2/2-й отдельной роты вместе с беженцами, опасавшимися возможной резни со стороны наступавших японцев. Их спасение было организовано коммодором Катбертом Поупом, незадолго до этого назначенным командующим военно-морскими силами в Дарвине. В операции должны были участвовать три корабля — реквизированное флотом у администрации Северной территории деревянное патрульное судно «HMAS Kuru» (под командованием лейтенанта Джона Гранта), корвет «HMAS Castlemaine» (командир — лейтенант-коммандер Филип Салливан) и собственно «HMAS Armidale» лейтенант-коммандера Ричардса, — которые должны были совершить по два рейса каждый. Первый был намечен в ночь с 30 ноября на 1 декабря с пунктом назначения в Бетано, где корабли собирались высадить вместе с припасами 50 голландцев в помощь партизанскому движению и одновременно взять на борт 190 голландских солдат и 150 португальских беженцев. Второй, возвратный, рейс планировался на ночь с 4 на 5 декабря и мог наконец повлечь за собой эвакуацию 2/2-й роты. Операции предшествовала воздушная разведка, тогда как экипажи всех кораблей должны были найти друг друга по сигнальным кострам, разожжённым на берегу.
28 ноября 1942 года в 22 часа 30 минут «HMAS Kuru» вышел по направлению к Бетано. Примерно в 20 часа 30 минут 30 ноября корабль должен был прибыть в пункт назначения, где выгрузил бы припасы и взял бы на борт португальских беженцев, — затем их нужно было высадить на «HMAS Castlemaine», подход которого вместе с «HMAS Armidale» планировался примерно через два часа. «HMAS Armidale» с двумя голландскими офицерами, 61 солдатом голландской ост-индской армии и тремя солдатами армии Австралии на борту на пару с «HMAS Castlemaine» вышел из Дарвина в 1 час 42 минуты 29 ноября. Примерно в 9 часов 15 минут 30 ноября, находясь в 190 километрах (100 морских милях) от пункта назначения, два корабля подверглись одиночной атаке японского бомбардировщика. Сбросив несколько бомб и не добившись успеха, час спустя самолёт улетел в сторону Тимора. Опасаясь того, что их обнаружение с воздуха поставит под угрозу всю миссию, командир «HMAS Castlemaine» отдал приказ уклониться от курса и связался с Дарвином, затребовав у командования указаний насчёт дальнейших действий. В полученном ответе было сказано, что операция должна быть продолжена, а для прикрытия кораблей будет отправлен отряд истребителей.
«HMAS Kuru» прибыл в Бетано 30 ноября около 23 часов 30 минут, с опозданием на три часа из-за непогоды, однако не обнаружил на пляже никаких сигнальных костров. Тем временем «HMAS Armidale» и «HMAS Castlemaine» ещё дважды подверглись воздушным атакам двух групп японских самолётов по пять бомбардировщиков каждая, которые стали бомбить и обстреливать корабли. Благодаря манёврам уклонения судна не получили никаких повреждений, и в конце концов японские бомбардировщики были отогнаны ранее обещанными истребителями. В 3 часа 30 минут 1 декабря корабли прибыли в Бетано, но вскоре отошли, так как «HMAS Kuru» не было в бухте. Ввиду этого командиры корветов решили отказаться от миссии и взяли максимально возможный курс на юг, чтобы уйти от приближающегося рассвета, а затем вернуться в Дарвин, так как намеченный план провалился и приступать к операции уже было слишком поздно. Как выяснилось, взяв на борт 77 португальских беженцев, в том числе 70 женщин и детей, а также одного тяжело раненного австралийского солдата, «HMAS Kuru» вышел из Бетано ещё в 2 часа ночи 1 декабря. Командир корабля Грант, не зная о том, что корабли задержались в пути, предполагал, что они приплыли в Бетано ранее него и уже отплыли. Командование приказало «HMAS Kuru» выйти в повторный рейс в ночь с 1 на 2 декабря, а в 5 часов утра 1 декабря Поуп на подмогу кораблю направил корвет «HMAS Kalgoorlie», занявший позицию в море у Дарвина. Примерно в 110 километрах (59 морских милях) к югу от Бетано «HMAS Armidale» и «HMAS Castlemaine» с рассветом встретились с «HMAS Kuru».
Эвакуированные перебрались в «HMAS Castlemaine», который взял курс на Дарвин, оставив «HMAS Armidale» и «HMAS Kuru» в море, чтобы они завершили операцию. На борту «HMAS Armidale» остались в общей сложности 149 человек — командир Ричардс, корабельная рота из четырёх офицеров, и 78 пассажиров, а именно 2 офицера и 61 солдат Голландской Ост-Индии, и 3 военнослужащих Австралийских имперских сил. Впереди был долгий 10-часовой световой день во вражеских водах, корабельные команды находились в ожидании атак, и в это самое время, около полудня, в воздухе была замечена группа японских самолётов. Салливан, как старший офицер, хотел поменять «HMAS Armidale» и «HMAS Castlemaine» ролями, отправив последний вместо первого вместе с «HMAS Kuru» в Бетано. Однако присутствие вражеской авиации полностью исключило возможность повторной пересадки пассажиров с одного корвета на другой. Ввиду этого Салливану пришлось согласиться с планом Поупа и проинструктировать команды обоих кораблей насчёт дальнейших действий. «HMAS Kuru» под прикрытием шквального дождя отделился от «HMAS Armidale» и они разными путями самостоятельно пошли на Тимор. За последовавшими событиями Поуп мог следить только по радиосвязи и не мог помочь никакими конкретными действиями, кроме консультаций насчёт метеорологической обстановки. Попытки скоординировать действия 27 истребителей «Beaufighter», поднятых на защиту кораблей, также не увенчались особым успехом по причине большого расстояния от Дарвина.
Дальнейшие события развивались стремительно. «HMAS Kuru» заявил об атаке бомбардировщиков в 12 часов 28 минут, а «HMAS Armidale» — в 12 часов 54 минуты, то есть в течение получаса. «HMAS Armidale» был на расстоянии около 144 километров к югу от Бетано и уже не находился в пределах видимости «HMAS Kuru». Во второй раз «HMAS Kuru» сообщил об атаке в то же время, что и «HMAS Armidale», а в третий — в 13 часов 9 минут. В 13 часов 30 минут «HMAS Armidale» доложил о том, что подошёл несколько ближе к Бетано, и 28 минут спустя сообщил об атаке девяти бомбардировщиков и четырёх истребителей — корвет уцелел, отчаянно маневрируя зигзагами. Следующий сигнал с «HMAS Kuru» пришёл в 14 часов 45 минут, в нём было сказано о повреждении двигателя осколками, после чего команда корабля ещё неоднократно сообщала о японских атаках группами порядка до десяти бомбардировщиков в 15 часов 51 минуту, 18 часов 26 минут и в 18 часов 43 минуты. По подсчётам командира Гранта, в течение 6 часов 50 минут «HMAS Kuru» стал объектом внимания 44 бомбардировщиков в ходе 23 отдельных атак, во время которых на судно было сброшено приблизительно 200 бомб. Тем не менее «HMAS Kuru» не был подбит, но в одном случае бомбы легли так близко, что от взрывной волны зазвонили корабельные часы с колоколами. Грант сообщил в Дарвин о том, что возвращается, не сумев завершить операцию, на что получил от Поупа ответ считать воздушные атаки «рутинным делом» и дойти в Бетано, тогда как «HMAS Armidale» получил предписание «быть готовым начать операцию» без помощи «HMAS Kuru». Несмотря на неоднократные запросы, оба корабля не получили абсолютно никакой поддержки с воздуха.

#### Гибель
В 15 часов 15 минут в Арафурском море «HMAS Armidale» был атакован девятью бомбардировщиками, тремя истребителями и одним гидросамолётом. Одна авиационная торпеда ударила по левому борту, прямо под мостиком; за ней последовала вторая, повредившая инженерные помещения между машинным отделением и котельной в задней части корабля; и в довершение всего этого корма была подорвана авиабомбой. «HMAS Armidale» резко накренился на один борт, после чего командир Ричардс отдал приказ покинуть корабль. Оставшиеся в живых члены команды корвета начали в массовом порядке прыгать за борт, и японские самолёты открыли по ним пулемётный огонь. Шиэн помог сбросить в воду моторную лодку, а затем вскарабкался обратно на палубу к 20-мм пушке «Эрликон», установленной прямо за мостиком на корме. Он пристегнулся плечевыми ремнями к орудию, лишив себя потенциальных шансов на выживание, и открыл зенитный огонь по японским самолётам в попытке защитить своих товарищей. В ходе боя Шиэн подбил по одному бомбардировщику и истребителю, которые видели падающими в дыму, а затем сам попал под обстрел атакующего «Zero» и получил два пулевых ранения — в грудь и спину. Крен тем временем усилился и «HMAS Armidale» начал тонуть, вода плескалась у ног Шиэна, однако он не оставил орудия и продолжил вести огонь. Благодаря действиям Шиэна японские самолёты держались на расстоянии от корабля и не могли эффективно атаковать тех, кто находился в воде. Шиэн стрелял, даже когда вода залила всю корму, сумев нанести значительный урон ещё двум вражеским самолётам. «HMAS Armidale» потонул всего за три-четыре минуты. Несмотря на это, Шиэн продолжал поддерживать зенитный огонь, пока не исчез под волнами вместе с кораблём. Товарищи по команде свидетельствовали позднее, что видели следы от трассирующих пуль, вылетающих из-под поверхности моря, даже когда Шиэн был уже под водой. Он не воспользовался шансом спастись от смерти во второй раз и погиб вместе со своим кораблём. Многие из тех, кто выжил, оказались спасены именно благодаря действиям Шиэна. Осталось неизвестным, погиб ли он от ран или утонул. Эдварду было всего 18 лет, он прослужил на флоте чуть менее двух лет.

#### Итоги операции
В 20 часов 5 минут 1 декабря союзная авиация сообщила о двух японских крейсерах в 96 километрах к юго-западу от Бетано, после чего Поуп отдал приказ прекратить операцию. К этому времени «HMAS Armidale» уже пять часов как лежал на дне в 112 километрах к юго-востоку от Бетано, чего Поуп не знал, так как после последней авиаатаки связи с кораблём уже не было. Корвет прослужил всего 6 месяцев, став последней крупной потерей Королевского австралийского военно-морского флота в результате действий противника в годы Второй мировой войны. Из 149 военнослужащих и гражданских лиц, находившихся на борту корабля, лишь 49 человек смогли спастись, а остальные были убиты в результате авиаатак, расстреляны из пулемётов или погибли в воде от различных причин, включая нападения акул. После окончания японских авиаатак выжившие начали собираться вместе, спасаясь на импровизированных плотах из досок и бочек из-под горючего, найденной моторной лодке, а также подтопленном китобойном судне, которое они сами подняли из воды и кое-как починили. 2 декабря 22 человека, в том числе командир Ричардс (единственный, кто мог стоять на ногах) и 12 тяжело раненных, ориентируясь по компасу и звёздам, выехали на моторной лодке в поисках помощи на юг в сторону Австралии. Три дня спустя они были замечены австралийским военным самолётом вблизи острова Батерст и 6 декабря подняты на борт «HMAS Kalgoorlie», посланного Поупом, который уже предполагал потерю «HMAS Armidale». К тому времени двое человек на лодке скончались от ран. 9 декабря, спустя восемь дней дрейфа, китобойное судно с 29 мужчинами на борту было найдено и спасено «HMAS Kalgoorlie». Ещё 49 человек было обнаружено поисковыми самолётами, однако впоследствии плоты с ними снова найти не удалось и 16 декабря поисковые операции были прекращены, ввиду чего их дальнейшая судьба осталась неизвестной.
«HMAS Kuru» с небольшими повреждениями, полученными во время японских авиаатак, прибыл в Дарвин несколько дней спустя, 3 декабря. В итоге осуществление операции было возложено на голландский эсминец «HNLMS Tjerk Hiddes», который выполнил рейс на Тимор с 9 по 11 декабря и вернулся в Дарвин с собственно 2/2-й отдельной ротой, 49 ранеными, 192 голландцами и 87 португальцами, а с 10 по 19 декабря за три выхода вывез ещё примерно 950 человек. В ходе последовавшего расследования потери «HMAS Armidale» действия и решения командиров различного уровня были охарактеризованы Военно-морским советом Австралии как «верные», а проведение операции с использованием имеющихся сил названо «оправданным военным риском».
24 декабря 1942 года премьер-министр Австралии Джон Кэртин сообщил о потере «HMAS Armidale», тогда как Шиэн в числе прочих был объявлен пропавшим без вести. В газетах его начали уже называть героем, а на почтовом отделении Латроба в память о Шиэне был приспущен флаг. 15 февраля 1943 года мать Шиэна была извещена о его гибели, после чего жители Латроба собрались в доме его семьи, чтобы выразить своё почтение родителям Эдварда, его братьям и сёстрам. Шиэн был единственным из братьев, не вернувшимся с войны. У него осталась невеста Кэтлин Лэпторн, которая всю оставшуюся жизнь носила на шейной цепочке обручальное кольцо, подаренное женихом. Так как тело Шиэна не нашли, имя его было отмечено на Плимутском военно-морском мемориале в Плимуте (Великобритания).
29 июня 1943 года по решению короля Шиэн посмертно был упомянут в донесениях «за храбрость и преданность долгу при гибели HMAS Armidale», при этом в его фамилии была допущена ошибка (соответствующее свидетельство было вручено матери Шиэна лишь в 1949 году). Из команды корвета было награждено только четыре человека, включая Шиэна. Командир Ричардс в отчёте о службе корабля особо выделил заслуги Шиэна, однако ему не разрешили давать рекомендации для награждений.

## Награждение крестом Виктории для Австралии
Действия Шиэна следовали австралийским военным традициям высшего порядка и были сопоставимы с подвигами кавалеров креста Виктории, хоть он и не был представлен к данной награде. Когда в наградной практике креста Виктории, являющегося высшей наградой за храбрость в бою, обнаруживались явные аномалии, объяснение которых лежало в плоскости случайных ошибок или простого стечения судьбы, многие считали это огромной несправедливостью. В частности, крестом Виктории не был награждён ни один из служащих Королевского австралийского военно-морского флота, насчёт чего выдвигалось множество версий — от предположений о предвзятости членов Королевского военно-морского флота Великобритании, составлявших представления на награждения и якобы занявших высокомерную позицию по отношению к австралийцам, и до утверждения о том, что в морских сражениях, в которых служащие корабельных команд действуют как единое целое, просто меньше возможностей для проявления индивидуального героизма. Одним из наиболее известных и противоречивых случаев такого рода стал подвиг Шиэна, который был всего лишь упомянут в донесениях.
«Во время атаки был сбит самолёт, и это заслуга матроса 2-го класса Тедди Шиэна. Тедди погиб, но никто из нас, выживших, я уверен, никогда не забудет его отважный поступок, благодаря которому он был упомянут в донесениях. Он был заряжающим пушки Эрликон. Когда был отдан приказ „покинуть корабль“, он бросился в сторону, и дважды был поражён пулями атакующего Zero. Никто из нас никогда не узнает, что заставило его это сделать, но он вернулся к своему орудию, пристегнулся и сбил японский самолёт, и продолжая стрелять исчез под волнами».
Долгие годы, порядка 25 лет, кампанию по награждению Шиэна крестом Виктории возглавлял племянник Эдварда — Гэри Айвори, при поддержке сенатора от Тасмании, а затем министра по делам ветеранов в правительстве штата Тасмания Гая Барнетта. В 1999 году в министерстве обороны Австралии отметили, что Шиэн достоин «награды за доблесть более высокого уровня», но из-за того, что его имени нет в прошлых рекомендациях к кресту Виктории, то и награждению он не подлежит. В 2001 году сенатор Крис Шлахт подготовил билль о награждении Шиэна, а также Джона Симпсона и Альберта Клири крестами Виктории, однако дальше второго чтения рассмотрение законопроекта не продвинулось. Возможной причиной стало то, что билль был поддержан лидером оппозиции от лейбористов Кимом Бизли, однако его партия не победила на последовавших выборах и законопроект так и не стал официальным актом парламента. Дело сдвинулось с мёртвой точки в 2010 году, когда Барнетт в парламенте назвал Шиэна одним из кандидатов на награждение крестом Виктории. В 2011 году парламентский секретарь по обороне сенатор Дэвид Фини объявил, что Независимый апелляционный трибунал по почестям и наградам приступил к расследованию неоценённых наградами актов военного героизма и доблести в отношении 13 человек, среди которых был указан и Шиэн. Позднее, член парламента Австралии Сид Сайдботтом привёл свидетельства очевидцев его подвига, в частности, Колина Мэдигана, выжившего при потоплении «HMAS Armidale», и заявил о том, что Шиэн должен быть удостоен креста Виктории.
В 2013 году трибунал сообщил о выводах двухлетнего расследования, в ходе которого было получено 166 свидетельств от 125 частных лиц и организаций. Трибунал установил, что посмертное поощрение Шиэна упоминанием в донесениях не имеет признаков «явной несправедливости», тогда как Военно-морской совет, действовавший как своего рода «почтовый ящик», не предпринял никаких самостоятельных действий по изысканию материалов и, следовательно, достойному награждению моряка, например, крестом Виктории. Было также указано на то, что в 1965 году королева Елизавета II подтвердила решение своего отца от 1952 года о завершении награждений за службу во Второй мировой войне, а в 1992 году премьер-министр Австралии Пол Китинг объявил о том, что Австралия больше не будет давать рекомендации для награждения имперскими наградами, ввиду чего ретроспективное награждение может производиться лишь австралийскими наградами, в частности, крестом Виктории для Австралии. Вместе с тем трибунал указал на наличие заявлений ряда бывших генерал-губернаторов и премьер-министров, бывших и действующих руководителей министерства обороны, некоторых других должностных лиц и историков о том, что ретроспективные награждения нанесут ущерб австралийской наградной системе. Трибунал пришёл к выводу, что при рассмотрении возможных ретроспективных посмертных награждений за действия, совершённые в имперский период, рекомендации могут представляться только к эквивалентным наградам в австралийской наградной системе, а именно к кресту Виктории для Австралии. Трибунал заявил, что действия Шиэна отличались явной храбростью, но «не достигли особенно высоких стандартов», требующихся для рекомендации на крест Виктории. Было отмечено, что если бы Шиэн был ещё жив, то мог бы быть отрекомендован к имперским наградам более низкого уровня, которые в 1942 году ещё не присуждались посмертно, тогда как представление к их аналогам уже в австралийской наградной системе было охарактеризовано как нецелесообразное. Следовательно, трибунал решил отказать в представлении Шиэна к кресту Виктории для Австралии. После этого Айвори отметил, что его семья расстроена произошедшим, в сенат была подана петиция с требованием пересмотреть решение трибунала, а Барнетт обратился с соответствующей просьбой к премьер-министру. Впоследствии Айвори и Барнетт написали принцу Гарри, который положительно отнёсся к их просьбе и переслал письмо на рассмотрение министру обороны.
В 2017 году был опубликован ещё ряд рассказов членов команды корабля, в которых говорилось, что именно Шиэн стоял за орудием и вёл огонь по японским самолётам. В 2018 году представитель министра обороны и начальник военно-морского флота вице-адмирал Майкл Нунан сообщил Барнетту об отсутствии новых доказательств, оспаривающих выводы трибунала. Тем не менее в том же году Барнетт подал заявление о пересмотре решения 2013 года по отношению к Шиэну. В 2019 году начались соответствующие публичные слушания трибунала в ратуше Хобарта, в которых принял участие Барнетт. Отчёт второго расследования за 2019 год в течение 12 месяцев фактически держался в секрете до тех пор, пока на канцелярию премьер-министра не было оказано давление с целью его обнародования. Трибунал рассмотрел действия Шиэна применительно к статуту креста Виктории и обнаружил, что они соответствовали всем критериям награждения. Определив, что Шиэн достоин креста Виктории для Австралии, трибунал не проверял, соответствовали ли его действия критериям других наград, однако из установленного следовало, что он мог бы быть награждён звездой Храбрости или другими австралийскими знаками отличия за храбрость, если бы они существовали на тот момент. 23 июля 2019 года трибунал постановил рекомендовать министру обороны подготовить представление королеве кандидатуры Шиэна для награждения его крестом Виктории. Это решение было единодушно одобрено всеми членами трибунала.
13 мая 2020 года министр обороны Линда Рейнольдс во время выступления в парламенте заявила, что «исследование, проведённое трибуналом, не представило никаких новых доказательств, которые могли бы повлиять на пересмотр рекомендаций», и назвала такое решение трудным, но правильным «в данных обстоятельствах». После этого, председатель трибунала Марк Салливан направил Рейнольдс письмо, в котором обвинил её в введении членов сената в заблуждение касательно выводов трибунала, особо отметив, что новое расследование не ставило себе целью отменить решение 2013 года, но всё-таки вынесло соответствующие рекомендации. Как выяснилось, ещё в июле 2019 года новый отчёт был направлен министру обороны по кадрам Даррену Честеру, который согласился с рекомендациями трибунала и сообщил о намерении посоветоваться на этот счёт с другими министрами кабинета, а также премьер-министром. Тем не менее Скотт Моррисон «неохотно» согласился с решением Рейнольдс, однако вскоре под давлением общественности принял решение вмешаться в дело Шиэна. В частности, сенатор от Тасмании Джеки Ламби назвала случившееся «очередной пощёчиной» родственникам Шиэна, которые поклялись продолжить борьбу, тогда как Барнетт призвал федеральное правительство отменить данное решение.
10 июня 2020 года Моррисон поручил группе экспертов во главе с бывшим министром обороны и бывшим директором Австралийского военного мемориала Бренданом Нельсоном оценить возможность награждения Шиэна. Ранее, начальник Армии Австралии Ангус Кэмпбелл «настоятельно советовал» Моррисону и Честеру не добиваться креста для Шиэна, так как такой прецедент может «открыть шлюзы» для «ряда дополнительных требований о ретроспективных воинских награждениях» по «всем прошлым конфликтам». Сам Моррисон отметил, что для пересмотра «принятых 80 лет назад в разгар войны» решений нужно задать высокую планку, для чего и была образована данная группа, включившая в себя известных и уважаемых экспертов. Доклад экспертов был представлен премьер-министру 31 июля того же года. Из него следовало, что по отношению к Шиэну, с учётом его действий при потоплении «HMAS Armidale», в 1942—1943 годах руководством Королевского австралийского военно-морского флота была допущена серьёзная несправедливость. Также были найдены новые убедительные доказательства в поддержку награждения Шиэна, а именно воспоминания моряков о том, что он не пострадал, оказав помощь при спуске лодки, не подчинился приказу покинуть тонущий корабль и затем сознательно вернулся на него, встав за орудие, чем фактически обрёк себя на смерть ради спасения жизней своих товарищей. Мотивы и действия Шиэна также нашли подтверждение в военных отчётах того времени, обнаруженных экспертами в Национальном архиве Японии и Национальном институте оборонных исследований в Токио. В связи с этим эксперты единогласно рекомендовали премьер-министру удостоить Шиэна креста Виктории.
10 августа Моррисон обратился к генерал-губернатору с просьбой испросить одобрения королевы на посмертное награждение Шиэна крестом Виктории для Австралии. 12 августа генерал-губернатор Дэвид Хёрли в присутствии вице-адмирала Нунана на церемонии в доме правительства в Канберре сообщил о получении такого одобрения, о чём уже были извещены родственники Шиэна.
За последние пару дней многие люди впервые услышали историю Тедди. Молодой человек, служивший своей нации, предпочёл верную смерть шансу на выживание, попытавшись спасти своих оказавшихся в воде товарищей. Многие из нас были поражены его храбростью, его преданностью своим товарищам и его жертвенностью. Это вдохновляющая история. Она должна нас вдохновлять. По мере приближения 75-летия окончания Второй мировой войны это чувствуется особенно остро. Тедди Шиэн воплотил в себе те качества, которые наши военнослужащие, мужчины и женщины, демонстрировали в конфликтах на протяжении всей нашей истории и которые теперь характеризуют Австралию — товарищество, выносливость, отвага и жертвенность. Вспоминая Тедди, отдавая должное его службе и восхваляя его мужество, мы также храним память о том поколении, которое служило нашей нации и сформировало её.Генерал-губернатор Австралии Дэвид Хёрли.
Моррисон приветствовал решение королевы, которое, по его словам, формализовало давно имеющуюся убеждённость в том, что Шиэн является героем Австралии. Награждение символически произошло за несколько дней до 15 августа, отмечаемого как день Победы в Тихом океане. Таким образом был завершён многолетний процесс признания заслуг Шиэна, который занял 78 лет. К этому времени в живых из свидетелей крушения «HMAS Armidale» остался только один моряк — Рэй Леонард, который и в свои 90 с лишним лет активно выступал в поддержку награждения. Шиэн стал 101-м австралийским кавалером креста Виктории, 15-м уроженцем Тасмании и первым обладателем данной награды в Королевском австралийском военно-морском флоте. 4 сентября на церемонии на борту авианосца «HMS Queen Elizabeth» в Портсмуте первый морской лорд Энтони Радакин передал крест Виктории верховному комиссару в Великобритании Джорджу Брандису для последующей перевозки награды в Австралию, и таковые обязанности были возложены на вице-адмирала Нунана. Перед инвеститурой генерал-губернатор Хёрли посетил мемориал Шиэна в Латробе. 1 декабря на церемонии в Австралийском военном мемориале в Канберре он вручил крест Виктории племяннику Шиэна — Гэри Айвори. Этой же датой датируется извещение о разрешении королевы, которым было отменено упоминание Шиэна в донесениях.

## Память
Лишь к концу XX века действия Шиэна получили должную оценку со стороны Королевского австралийского военно-морского флота. 1 мая 1999 года при участии Иви Хейз, сестры Шиэна, на воду была спущена названная в его честь подводная лодка «HMAS Sheean» типа «Collins», которая 23 февраля 2001 года была введена в строй. На её гербе изображена пушка «Эрликон» и девиз «Сражайтесь!», отсылающий к подвигу Шиэна. Подлодка стала единственным судном в составе Королевского военно-морского флота Австралии, названным в честь рядового моряка. В 2020 году Барнетт попросил федеральное правительство передать подлодку «HMAS Sheean» после её списания в дар Тасмании для установки в Латробе в качестве мемориала, а также сообщил о намерениях там же поставить памятник Шиэну в натуральную величину.
В 2003 году именем Шиэна было названо учебное судно «NTS Sheean», прикреплённое к отделению «Военно-морских кадетов Австралии» в Тьюантине (штат Квинсленд). В Австралийском военном мемориале хранятся две картины с изображением подвига Шиэна, написанные художниками Дэйлом Маршем и Яном Сенбергсом в 1978 и 1998 годах соответственно. Копия одной из работ, написанная моряком Эшли Райаном, висит на борту патрульного катера «HMAS Armidale II», названного в честь потопленного корвета.
В 1987 году мемориальная доска в память о Шиане была установлена на мемориале «Уголок корветов» в парке Шропшир в Алверстоне (Тасмания). Его именем названа также «Дорога Шиэна» в Латробе, где установлен памятник с барельефом Шиэна. Имя Шиэна также выбито на мемориальных воротах школы Святого Патрика в Латробе. В 2013 году в Австралийском военном мемориале прошла посвящённая ему церемония «Последний пост»; имя Шиэна отмечено в находящемся там зале Почёта. В 2015 году певец Ли Кернаган выпустил песню о Шиэне в альбоме «Spirit of the Anzacs».
История Шиэна была отражена в книге 1990 года о корабле «HMAS Armidale» журналиста Фрэнка Уокера, которая в 2015 году была переиздана под новым названием. В 2016 году в свет была выпущена книга о Шиэне, написанная историком Томом Льюисом. В 2018 году в Тасмании была учреждена программа мемориальных грантов имени Шиэна для поддержки региональных отделений Лиги отслуживших и вернувшихся Австралии, организаций бывших военнослужащих, ремонта старых и строительства новых мемориалов. О жизни Шиэна рассказывают на уроках в школах Тасмании.

## Награды
Шиэн был удостоен следующих наград: Крест Виктории для Австралии, звезда 1939—1945, Тихоокеанская звезда, Военная медаль 1939–1945 с упоминанием в донесениях, Австралийская медаль за службу 1939—1945. В 2020 году все его награды, включая крест Виктории, были переданы родственниками в постоянную экспозицию зала Доблести в Австралийском военном мемориале в Канберре.

КОРОЛЕВСКИЙ АВСТРАЛИЙСКИЙ ВОЕННО-МОРСКОЙ ФЛОТ
НАГРАЖДАЕТСЯ КРЕСТОМ ВИКТОРИИ ДЛЯ АВСТРАЛИИ
МАТРОС 2-ГО КЛАССА ЭДВАРД ШИЭН H1617 (ПОСМЕРТНО)
За наиболее заметную храбрость и выдающийся акт доблести в присутствии врага во время воздушного нападения японцев на HMAS Armidale в Тиморском море 1 декабря 1942 года.
1 декабря 1942 года, во время операций в Тиморском море, HMAS Armidale подвергся воздушной бомбардировке и торпедной атаке японской авиации. Вскоре после начала атаки Armidale был поражен торпедой и стал крениться влево. Через минуту в корабль попала вторая торпеда, которая разломила судно, ввиду чего капитан приказал покинуть корабль.
Матрос 2-го класса Шиэн, самый младший по званию и один из юных членов корабельной команды Armidale, пробился к месту укладки моторной лодки и помог спустить её на воду. Поскольку противник продолжал стрелять по кораблю и его товарищам по команде, которые уже находились в воде, матрос 2-го класса Шиэн решил отказаться от возможности спастись, не покинув корабль и вернулся на свой боевой пост, заняв место у кормовой пушки Эрликон, при которой он был заряжающим, а не наводчиком. Несмотря на ранение, он пристегнулся к орудию и открыл огонь по противнику, нанеся урон как минимум двум вражеским самолётам.
Действия матроса 2-го класса Шиэна мешали и отвлекали врага от обстрелов и убийств в воде его беззащитных товарищей по кораблю. Он пожертвовал своей жизнью, пытаясь спасти своих товарищей по кораблю, и, несмотря на свои раны, он продолжал стрелять из орудия, пока корабль не затонул и он не погиб вместе с ним. Его выдающийся акт доблести и наиболее заметная храбрость спасли жизни австралийцев. Его героизм стал эталоном, к которому стремятся мужчины и женщины Сил Обороны Австралии.
Оригинальный текст (англ.)ROYAL AUSTRALIAN NAVY

TO BE AWARDED THE VICTORIA CROSS FOR AUSTRALIA
ORDINARY SEAMAN EDWARD SHEEAN H1617 (DECEASED)
For the most conspicuous gallantry and a pre-eminent act of valour in the presence of the enemy during a Japanese aerial attack on HMAS Armidale in the Timor Sea on 1 December 1942.
On 1 December 1942, during operations in the Timor Sea, HMAS Armidale came under aerial bombardment and torpedo attack from Japanese aircraft. Shortly after the commencement of the attack, Armidale was hit by a torpedo and began listing to port. One minute later the ship was hit by a second torpedo which broke the vessel’s back, causing the Captain to order abandon ship.
Ordinary Seaman Sheean, one of the youngest and most junior ranked members of Armidale’s Ship’s Company, made his way to the stowage position of the motor-boat and assisted in its launch. As the enemy continued to fire upon the ship and his shipmates who were already in the water,  Ordinary Seaman Sheean decided to forgo his opportunity for survival by not abandoning  ship and returning to his Action Station to man the aft Oerlikon gun, where he was the loader,  not the gunner. Despite being wounded, he strapped himself into the gun and commenced firing at the enemy, damaging at least two enemy aircraft.

Ordinary Seaman Sheean’s actions disrupted and distracted the enemy from strafing and killing his defenceless shipmates in the water. He sacrificed his life trying to save his shipmates and, despite his wounds, he continued firing the gun until the ship sank and took him to his death. His pre-eminent act of valour and most conspicuous gallantry saved Australian lives. His heroism became the standard to which the men and women of the Australian Defence Force aspire.